# Eremaphanta popovi
Eremaphanta popovi är en biart som beskrevs av Michez 2006. Eremaphanta popovi ingår i släktet Eremaphanta och familjen sommarbin. Inga underarter finns listade i Catalogue of Life.